# Verwaltungsgemeinschaft Salzwedel-Land
In der Verwaltungsgemeinschaft Salzwedel im Altmarkkreis Salzwedel im Nordwesten des Bundeslandes Sachsen-Anhalt waren neun Gemeinden zusammengeschlossen. Die Verwaltungsgemeinschaft wurde zum 1. Januar 2011 aufgelöst.
Die Verwaltungsgemeinschaft bestand ursprünglich aus den 21 Gemeinden Altensalzwedel, Benkendorf, Binde, Chüden, Henningen, Kaulitz, Klein Gartz, Kuhfelde, Liesten, Mechau, Osterwohle, Pretzier, Püggen, Riebau, Seebenau, Siedenlangenbeck, Steinitz, Tylsen, Valfitz, Wallstawe und Wieblitz-Eversdorf. Am 1. Januar 2005 kamen die sieben Gemeinden Badel, Fleetmark, Jeggeleben, Kerkau, Rademin, Vissum und Zethlingen aus der aufgelösten Verwaltungsgemeinschaft Altmark-Mitte dazu. Die Gemeinde Benkendorf wurde am 1. Januar 2009 nach Salzwedel eingemeindet. Am 1. Juli 2009 wurden die Gemeinden Kuhfelde, Püggen, Siedenlangenbeck und Valfitz zur neuen Gemeinde Kuhfelde zusammengefasst. Die Gemeinden Wallstawe und Altensalzwedel wechselten in die Verwaltungsgemeinschaft Beetzendorf-Diesdorf.
Die Gemeinden Binde, Kaulitz und Kerkau wurden am 1. Januar 2010 in die Stadt Arendsee (Altmark) eingemeindet und schieden somit aus der Verwaltungsgemeinschaft aus. Ebenfalls schieden die Gemeinden Chüden, Henningen, Klein Gartz, Liesten, Osterwohle, Pretzier, Riebau, Seebenau und Tylsen aus, die in die Stadt Salzwedel eingemeindet wurden. Kuhfelde wechselte in die neu gebildete Verbandsgemeinde Beetzendorf-Diesdorf. Die Zahl der Mitgliedsgemeinden verringerte sich dadurch von 22 auf 9.
Sitz, aber nicht Mitglied der Verwaltungsgemeinschaft war die Hansestadt Salzwedel.

## Die Gemeinden mit ihren Ortsteilen
- Badel mit Thüritz
- Fleetmark mit Lüge, Molitz und Störpke
- Jeggeleben mit Mösenthin, Sallenthin und Zierau
- Mechau
- Rademin mit Ladekath und Ortwinkel
- Steinitz mit Kemnitz und Ziethnitz
- Vissum mit Kassuhn und Schernikau
- Wieblitz-Eversdorf mit Eversdorf, Groß Wieblitz und Klein Wieblitz
- Zethlingen mit Cheinitz